# Wikipédia en kalmouk
Wikipédia en kalmouk (en kalmouk : Хальмг Бикипеди [Haľmg Vikipedi]) est l’édition de Wikipédia en kalmouk, langue mongolique parlée principalement en république de Kalmoukie en Russie. L'édition est lancée en mars 2006,,,. Son code est : xal.
Au 21 mars 2025, l'édition en kalmouk contient 1 678 articles et compte 10 716 contributeurs, dont 11 contributeurs actifs et 1 administrateur.

## Présentation

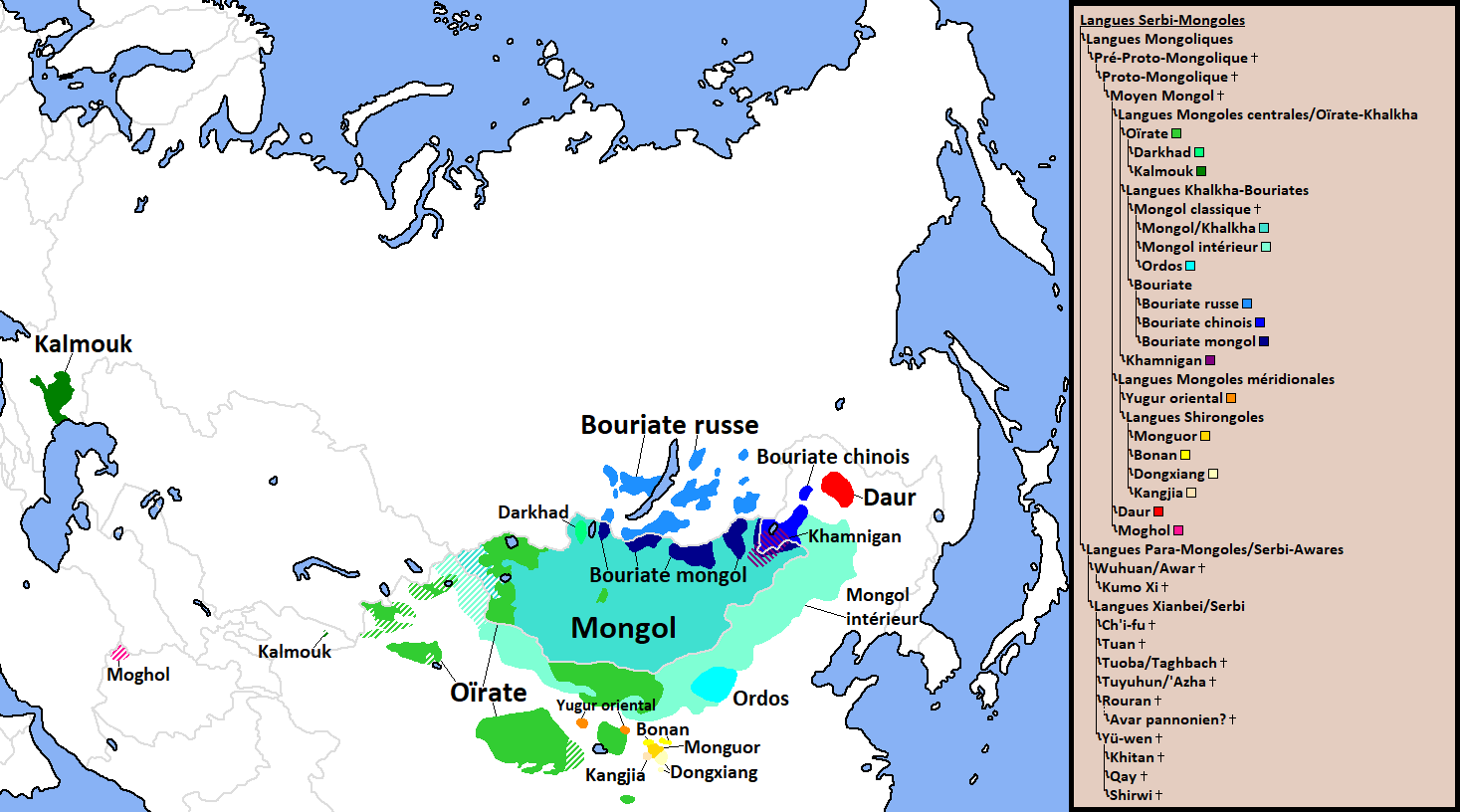
Aire de diffusion du kalmouk au sein des langues mongoliques (en vert forêt sur la carte).

## Statistiques
- Le 12 mars 2015, l'édition en kalmouk compte 1 883 articles et 4 998 utilisateurs enregistrés[5], ce qui en fait la 209e[6] édition linguistique de Wikipédia par le nombre d'articles et la 226e[7] par le nombre d'utilisateurs enregistrés, parmi les 287 éditions linguistiques actives.
- Le 9 octobre 2022, elle contient 2 047 articles et compte 9 330 contributeurs, dont 15 contributeurs actifs et 1 administrateur.
- Le 25 septembre 2024, elle contient 1 753 articles et compte 10 474 contributeurs, dont 12 contributeurs actifs et 1 administrateur.